# Bürsten- und Heimatmuseum Schönheide
Das Bürsten- und Heimatmuseum Schönheide von Schönheide (Westerzgebirge) zeigt Sammlungen zur Geschichte der Schönheider Bürstenindustrie und zur Ortsgeschichte.

## Geschichte
Gebäude
Das Museum liegt in der Ortsmitte Schönheides an der Hauptstraße neben der Martin-Luther-Kirche. Das Fachwerkhaus wurde 1657 als Schule erbaut. Mit der Bildung einer eigenständigen Kirchgemeinde wurde es 1680 zum Pfarramt umgebaut und erhielt einen Anbau. Im Jahr 1848 ermittelte eine Baukommission so große Mängel, dass eine Bewohnen des Gebäudes nicht mehr möglich sei. Die größten Mängel wurden behoben, aber 1910 musste der Pfarrer binnen zwei Wochen ausziehen, weil die Schäden zu groß waren. Eine Reihe von Umbauten folgten. Nach dem Auszug des Pfarramts wurde das Gebäude bis in die 1990er Jahre als Wohnhaus genutzt. Dann wurde die das Fachwerk verbergende Verkleidung entfernt und das Haus für Museumszwecke saniert und hergerichtet, so dass im Jahr 2000 das Museum einziehen konnte. Die das Gebäude tragende Struktur des Fachwerks ist noch an einigen Stellen im Inneren zu sehen.
Das Gebäude ist vom Landesamt für Denkmalpflege Sachsens als Kulturdenkmal (mit der Denkmalnummer 08957041) eingestuft und steht auf der Liste der Kulturdenkmale in Schönheide mit dieser Beschreibung des Landesamts: Fachwerkgebäude im Ortskern, ehemals Pfarrhof, Teil der alten Ortsstruktur, von ortsbildprägender Bedeutung und bezeichnet 1757 (Bauernhaus).
Museum
Planungen für ein Museum gab es in Schönheide schon vor der Zeit des Ersten Weltkriegs, aber durch Krieg, Nachkriegszeit, Inflation und Wirtschaftskrise wurden sie nicht verwirklicht. In einer um 1916 veröffentlichten Publikation für Schönheide-Touristen sind zwei sogenannte Nagelkreuze abgebildet, deren Bildunterschrift „Nagelkreuze im Heimatmuseum“ lautet. Etwa zur gleichen Zeit appellierte der Ausschuss „Heimatgrüße“ an Schönheider Soldaten, die im Ersten Weltkrieg an der Front waren, „Ansichten vom Felde, Zeitungen, Plakate, Karten, selbstgefertigte Dinge, Kunstgegenstände, Fotographien“ einzusenden, die „später dem Heimatmuseum“ zur Verfügung gestellt werden sollten. Im Septemberheft von 1917 schrieb Max Grohmann, Direktor der Schule in Schönheide, es bestehe die „Absicht, in Schönheide ein Heimatmuseum zu errichten, um alles Sehenswerte aus Vergangenheit und Gegenwart der Zukunft zur Lehre und Ehrung zu erhalten“. Er schließt mit „Weltkriegserinnerung im Heimatmuseum. Auf, ans Werk, der Heimat zur Liebe! Niemand schließe sich aus!“ Eine „Weltkriegs-Bilderaustellung“ gegen Ende des Ersten Weltkrieges in Schönheide zeigte neben Kunstobjekten auch um Tausend Postkarten von Soldaten. In einem Bericht im letzten Heft der „Heimatgrüße“, das im November 1918 erschien, heißt es, die wichtigsten Exponate sollten dauerhaft im Heimatmuseum aufbewahrt werden.
Die Pläne für ein Museum wurden erst nach 1990 realisiert. Aus Anlass des 450-jährigen Bestehens der Gemeinde war 1987 eine Reihe von museumsgeeigneten Gegenständen gesammelt worden und nach den Jubiläumsfeierlichkeiten in einem Rathausnebengebäude aufbewahrt worden. Diese bildeten den Grundstock für das Museum, das zunächst in Oberschönheide in kleinem Rahmen in einem früheren Dienstgebäude der Volkspolizei gestaltet werden konnte.

## Dauerausstellung

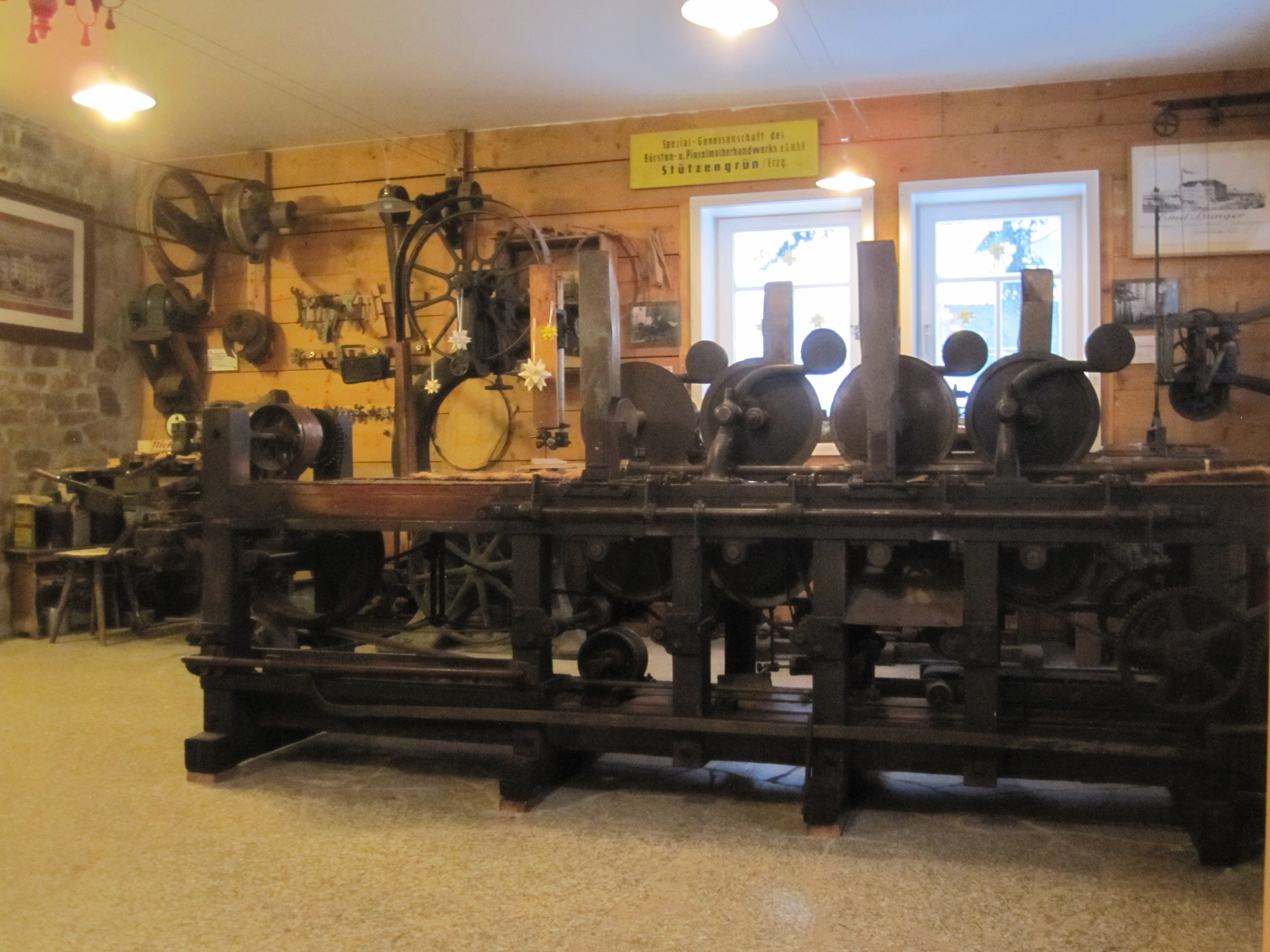
Bürstenfabrikation vor 100 Jahren

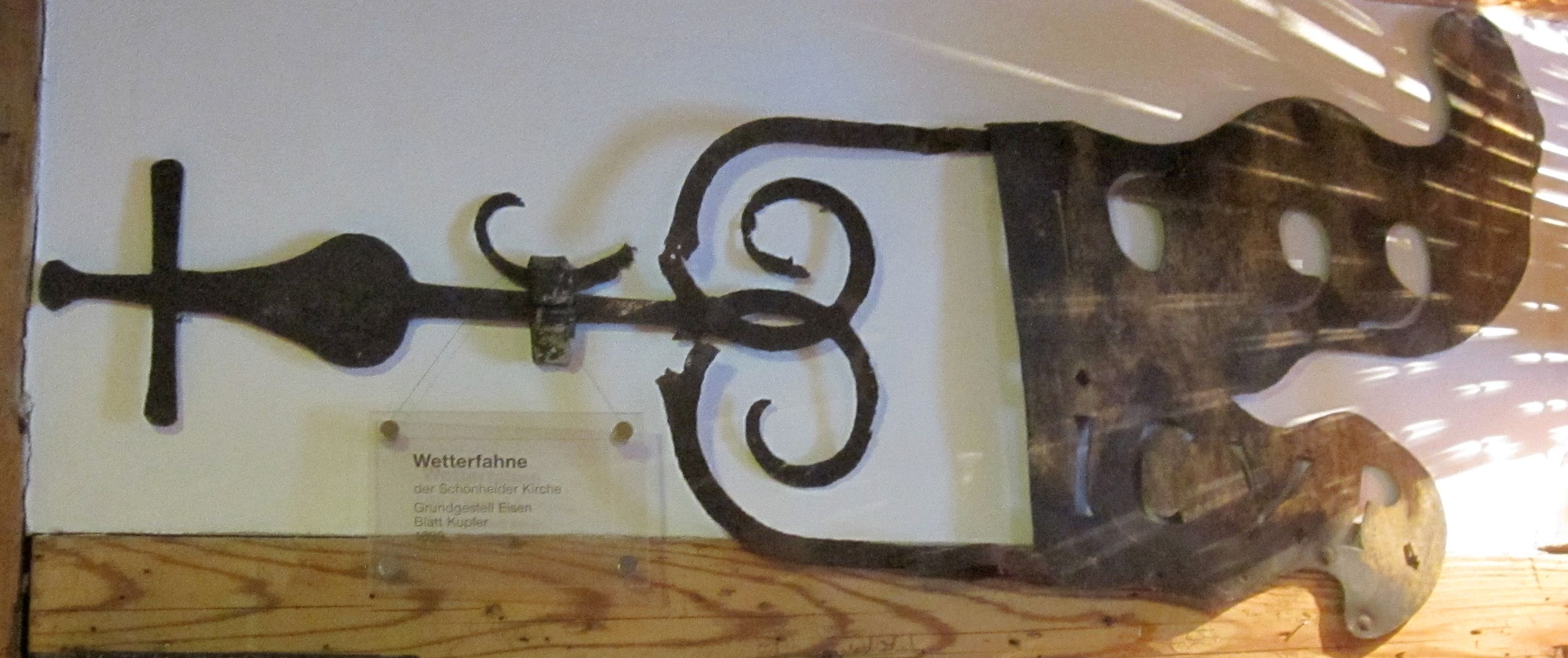
Wetterfahne der Kirche von 1699

### Erdgeschoss
Bürsten- und Pinselherstellung
Das Erdgeschoss ist der Geschichte der Schönheider Bürstenindustrie gewidmet und zeigt in mehreren Räumen zahlreiche Exponate wie Maschinen aus der Frühzeit der Elektrotechnik, Gerätschaften, Rohwaren wie Bürstenhölzer, Borsten und Tierhaare. Alles zur Herstellung von Bürsten und Pinseln sowie der Prozess zu deren Herstellung ist zu sehen. Regelmäßige Vorführungen dokumentieren die verschiedenen Handwerke des Bürsten- und Pinselmachens. Nicht nur Fabrikationsanlagen, auch Verpackung, Werbung, Verwaltungs-, Brief- und Werbematerial und Unterlagen von in Schönheide ansässig gewesenen Firmen der Bürsten- und Pinselherstellung werden gezeigt. Der Vertrieb in der Form des insbesondere im 19. Jahrhundert weit verbreiteten Direktvertriebs, des Hausierens, wird dokumentiert.

### Obergeschoss
Hammerwerk Schönheiderhammer
Dem 1566 entstandenen Hammerwerk im Ortsteil Schönheiderhammer ist im Obergeschoss ein Bereich mit Produkten wie gusseisernen Öfen und Dokumenten aus der Werksgeschichte gewidmet.
Handwerksgeschichte
Die Urkunde über die Gründung der Handwerkerinnung von 1669 ist ein besonderes Exponat im Bereich zum Handwerk, von dem die Einrichtung einer Bäckerei, Fahnen und Pokale von Handwerkervereinigungen, Werkstücken von Tischler und Zimmermann und andere Stücke gezeigt werden.
Wohnküche von 1920

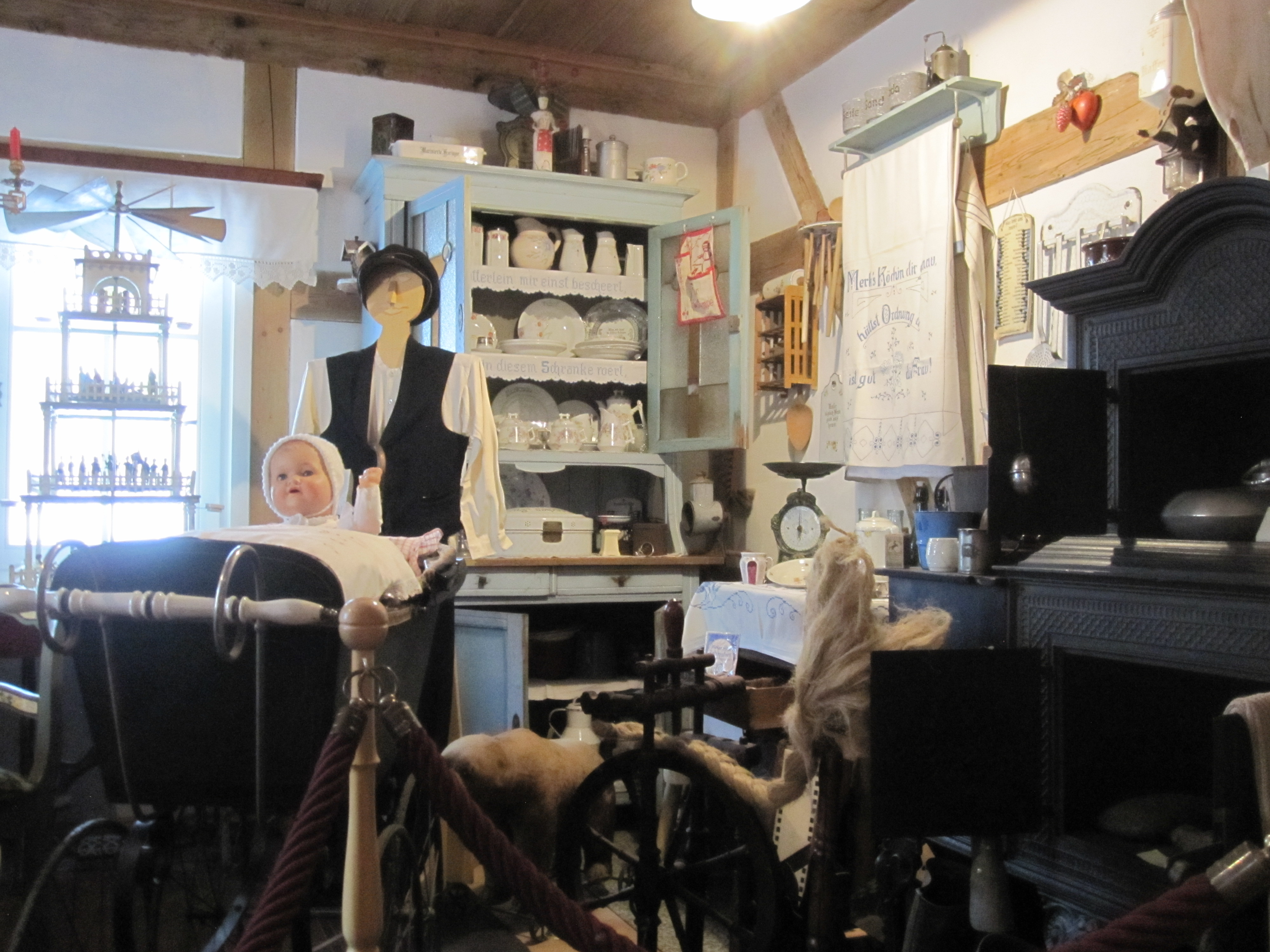
Wohnküche aus den 1920er Jahren

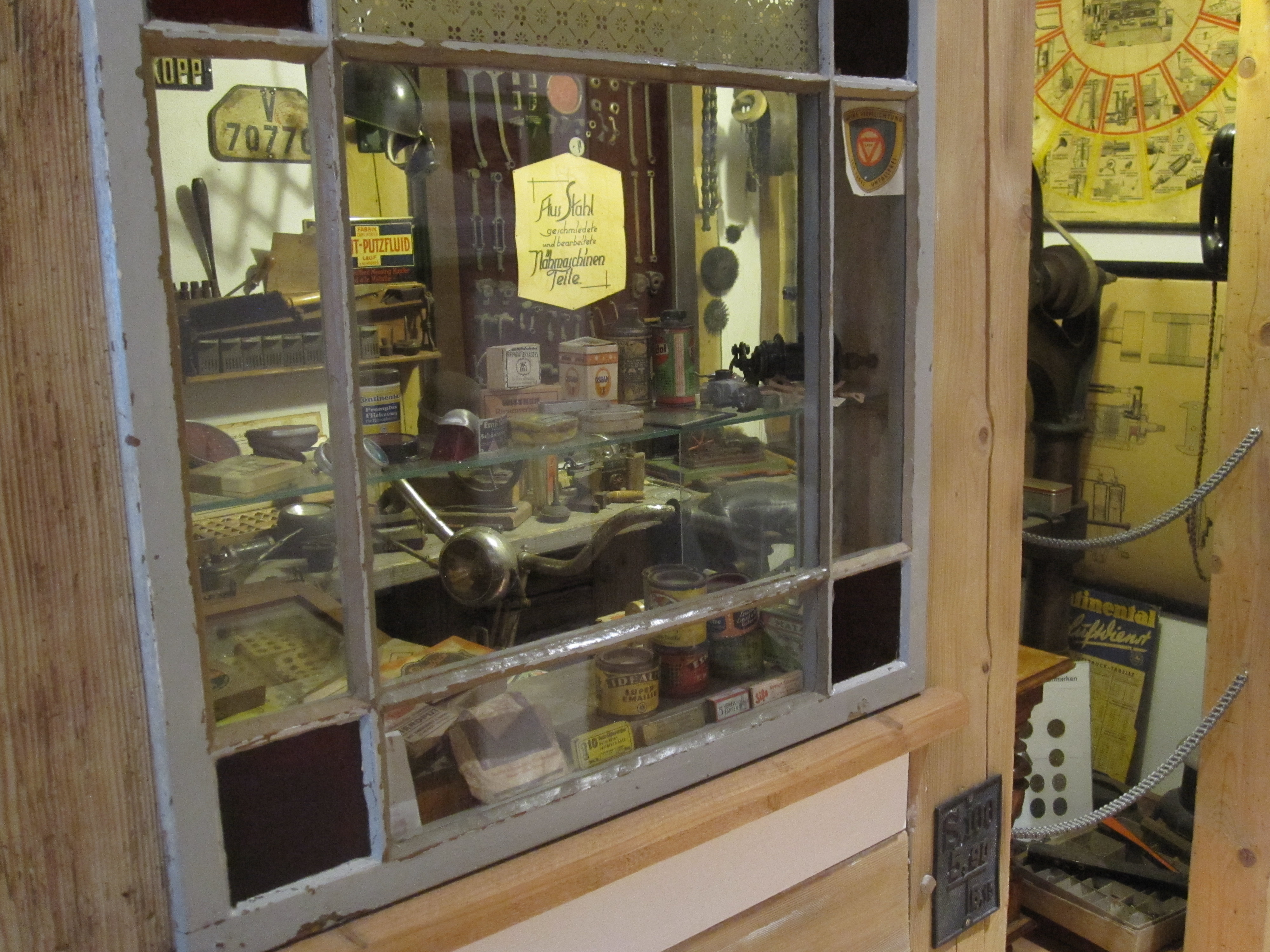
Werkstatt eines Mechanikers

Der Platz für eine Heimarbeiterin in der Wohnküche einer Arbeiterfamilie zeigt bescheidenstes Wohnen und Arbeiten auf engem Raum.
Dorfgeschichte
Zahlreiche Landkarten, Ansichten, Bilder, Zeichnungen, Fotos, Dokumente, Exponate wie Wetterfahnen von Kirche und Rathaus, Ortseingangsschilder – auch in kyrillischer Schrift aus der Zeit der Besetzung durch sowjetische Truppen im Jahr 1945 – und Gegenstände dokumentieren die Entwicklung von Schönheide als Industriedorf. Auch die Bergbaugeschichte des Ortes wird angerissen. Der Eibenstocker Maler und Grafiker Thomas ist mit einer großen Grafik in Form einer Nachzeichnung der Kursachsen-Landkarte von Matthias Oeder und Balthasar Zimmermann aus der Zeit um 1600 und mit einer Zeichnung und Beschreibung der Baugeschichte des Museumsgebäudes im Museum vertreten.

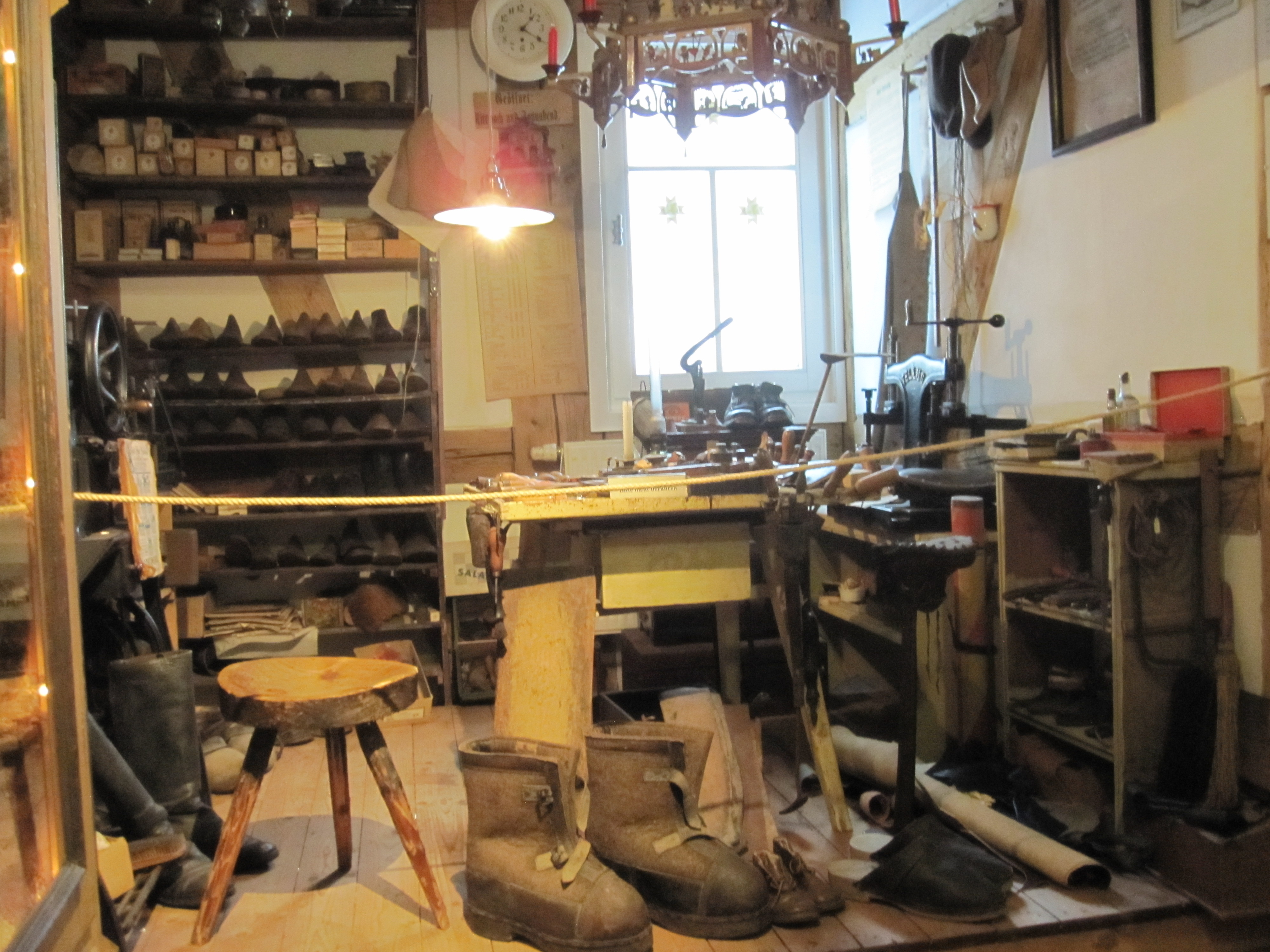
Schuhmacherwerkstatt
Die Werkstatt des Schuhmachers Kurt Petzold, der Jahrzehnte in Schönheide wirkte, ist in einem Raum des Museums ausgestellt. Es fallen die großen Filzstiefel auf. Gesellen- und Meisterbrief hängen im Original neben einem Lebenslauf des Schuhmachermeisters: Die Gesellenprüfung bestand er 1924, seinen Meister machte er erst im Jahr 1947 – nach dem Zweiten Weltkrieg. Ein Foto Kurt Petzolds zeigt ihn in seiner Werkstatt.
Werkstatt des Nähmaschinen- und Fahrradmechanikers Emil Oschatz
Vor dem Raum mit der Werkstatt des Nähmaschinen- und Fahrradmechanikers Emil Oschatz steht ein Fahrrad mit Hilfsmotor aus den 1930er Jahren, dessen Zweitaktmotor vor dem Lenker angebaut war und seine Kraft mit einem Reibrad auf das Vorderrad übertrug. Solche Fahrräder hießen im Volksmund Hühnerschreck. Die Werkstatt versammelt alle Gerätschaften und Vorräte, wie sie ein Mechaniker dieser Fachrichtung braucht – auf dem Stand von vor etwa 1950. Die Werbemittel und Produkte in der Werkstatt und ihrem Schaufenster sind weitgehend aus der Zeit von vor 1945. Emil Oschatz hatte seine Werkstatt in Schönheide etwa von 1935 bis 1970. Er reparierte neben Nähmaschinen und Fahrrädern auch motorgetriebene Zweiräder – Motorräder und Besonderheiten wie den „Hühnerschreck“.
Werkstatt eines Tischlers
Gerätschaften eines Tischlers sind aus einer Zeit gesammelt, als die Leute sich noch Möbel vom Tischler anfertigen ließen und der Knochenleim auf dem Ofen in der Werkstatt stand. Das Adressbuch von 1894 listet 21 Tischlereien in Schönheide auf.
Gemischtwarenladen

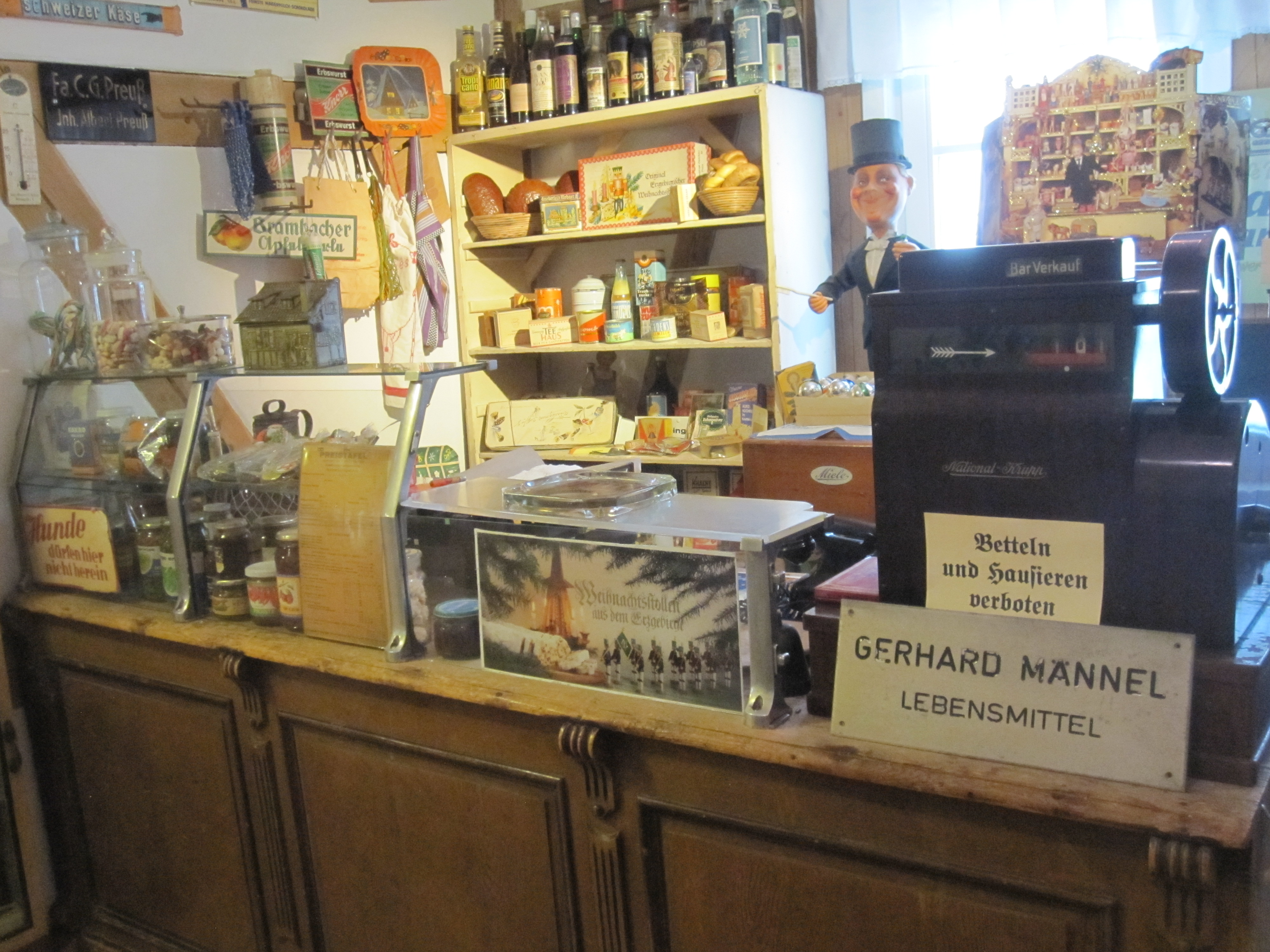
Lebensmittelladen

An die Zeit, in der es im großen Dorf Schönheide für alle Bewohner in Fußgängerentfernung Lebensmittelläden gab, erinnern zahlreiche Sammlungsstücke und ein kleiner Laden, in dem es alles gab, was für das tägliche Leben gebraucht wurde. 1894 gab es in Schönheide 37 „Materialwaarenhändler“, also Lebensmittelläden,  sowie acht „Grünwaarenhändler“. 16 Fleischereien, sowie 19 Bäckereien boten zusätzlich ihre Waren an. Im Adressbuch von 1930 stehen 62 „Grün- und Materialwarenhändler“, 19 Bäckereien und 15 Fleischereien.
Plakette Karl Emanuel Klitzsch
Die am früheren Schulgebäude gegenüber dem Museum im Jahr 1908 angebrachte Bronzeplakette zum Andenken an den 1812 in Schönheide geborenen Komponisten Karl Emanuel Klitzsch wurde bei der Renovierung dieses Gebäudes und seine Umwandlung für eine sakrale Nutzung Anfang der 2000er Jahre entfernt. Sie hat nunmehr einen Platz im Museum.

### Weihnachtspyramide von um 1835
Ein besonderes Exponat und große Seltenheit ist die im Museum gezeigte Weihnachtspyramide aus der Zeit von etwa 1835 in klassizistischen Formen mit barocker Krönung. Sie ist farblich gefasst, im Grundriss quadratisch, hat gedrehte Säulen und oben geschnitzte, geschweifte Stützbögen. Sie hat eine Höhe von über einem Meter, ist mit um die 60 aus Holz geschnitzten und bemalten Figuren geschmückt und hat drei sich um die Mittelachse drehende Etagen. Auf dem unteren Drehteller stehen Bergleute in einer Bergparade und Handwerker. Ein Teilnehmer hält eine Fahne mit der Beschriftung „Glück auf“. Die mittlere Etage zeigt aus der biblischen Weihnachtsgeschichte Maria und Josef auf der Flucht nach Ägypten, Engel, Soldaten und einen Schriftgelehrten. Die oberste Etage berichtet in einem Paradiesgärtlein über den Sündenfall mit Eva und Adam mit Hirsch, Federvieh und anderen Tieren neben dem Baum der Erkenntnis, um den sich eine Schlange kringelt. Adam und Eva haben je einen Apfel in der Hand. Claus Leichsenring datiert diese Pyramide in seinem Werk Erzgebirgische Weihnachtspyramiden als aus der ersten Hälfte des 19. Jahrhunderts stammend und in einem Aufsatz aus dem Jahr 2017 auf die Zeit um 1835. Adolf Spamer schreibt zur Entstehung: „Der klassische Drehturm aus Schönheide mit seiner Barockbekrönung mag auf die Zeit um 1830 zurückgehen.“ Das Museum bezeichnet diese Weihnachtspyramide als eine der ältesten erhaltenen im Erzgebirge.

Weihnachtspyramide von 1830
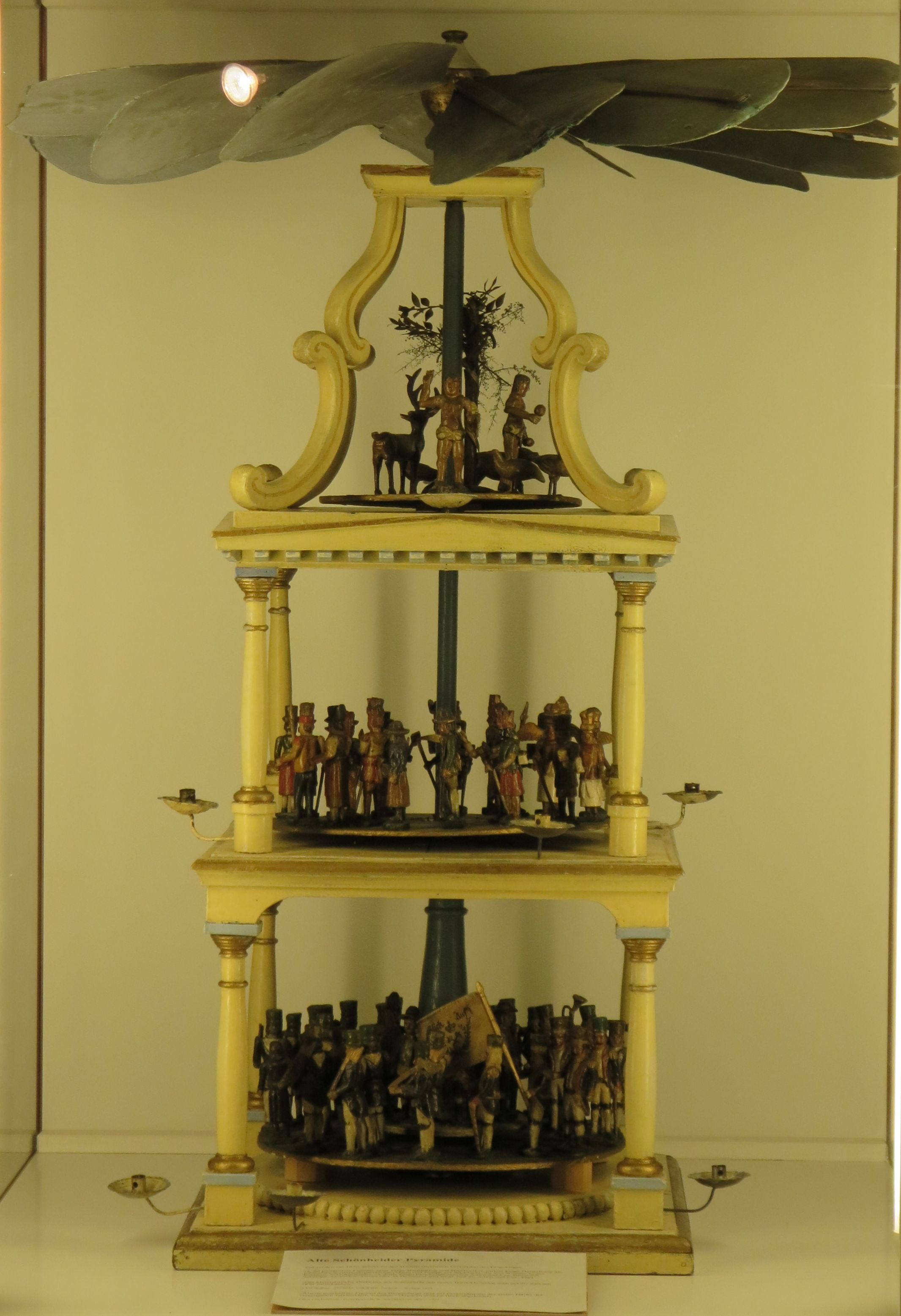
Die Pyramide mit drei Geschossen
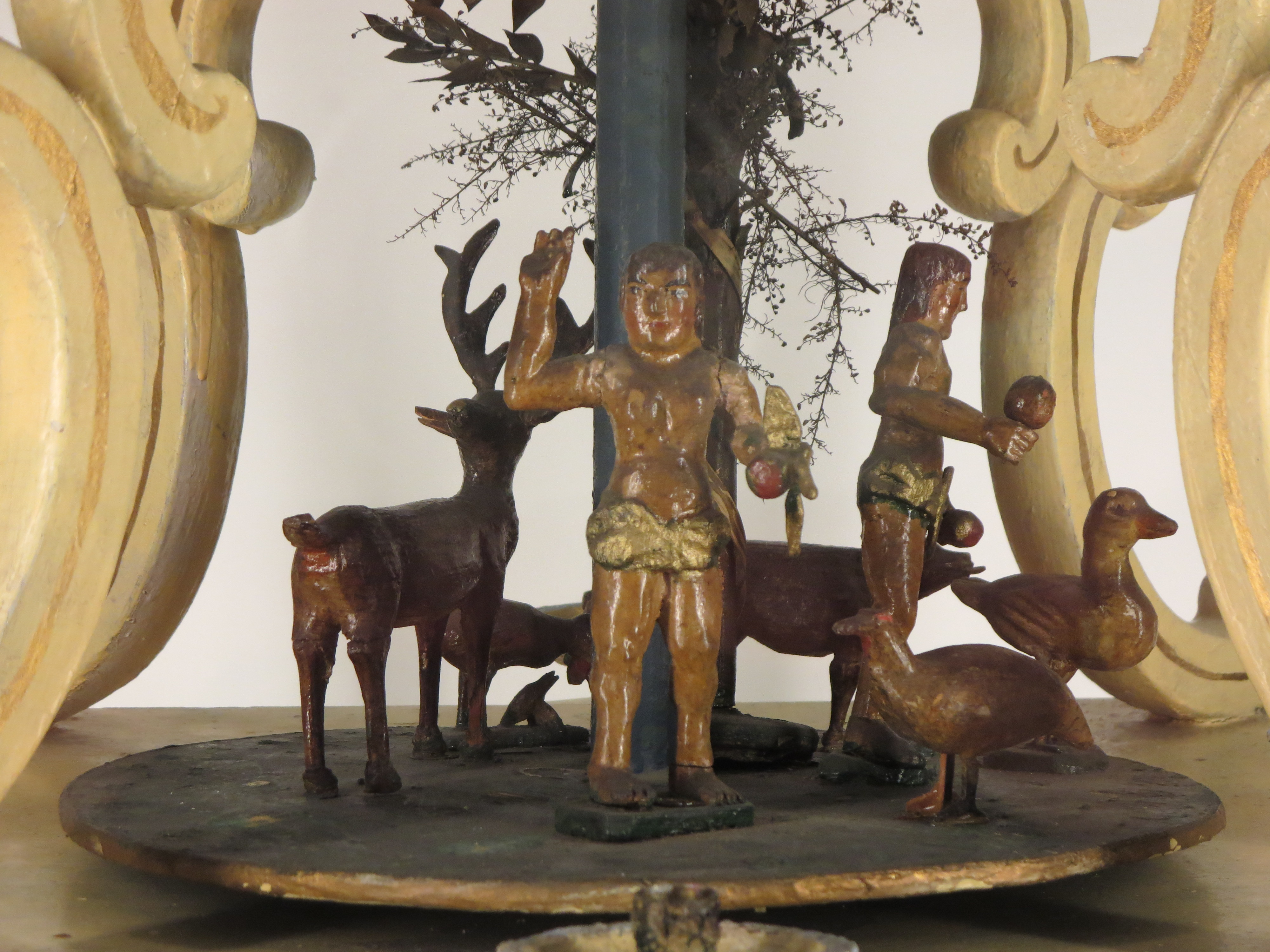
Adam und Eva am Baum der Erkenntnis
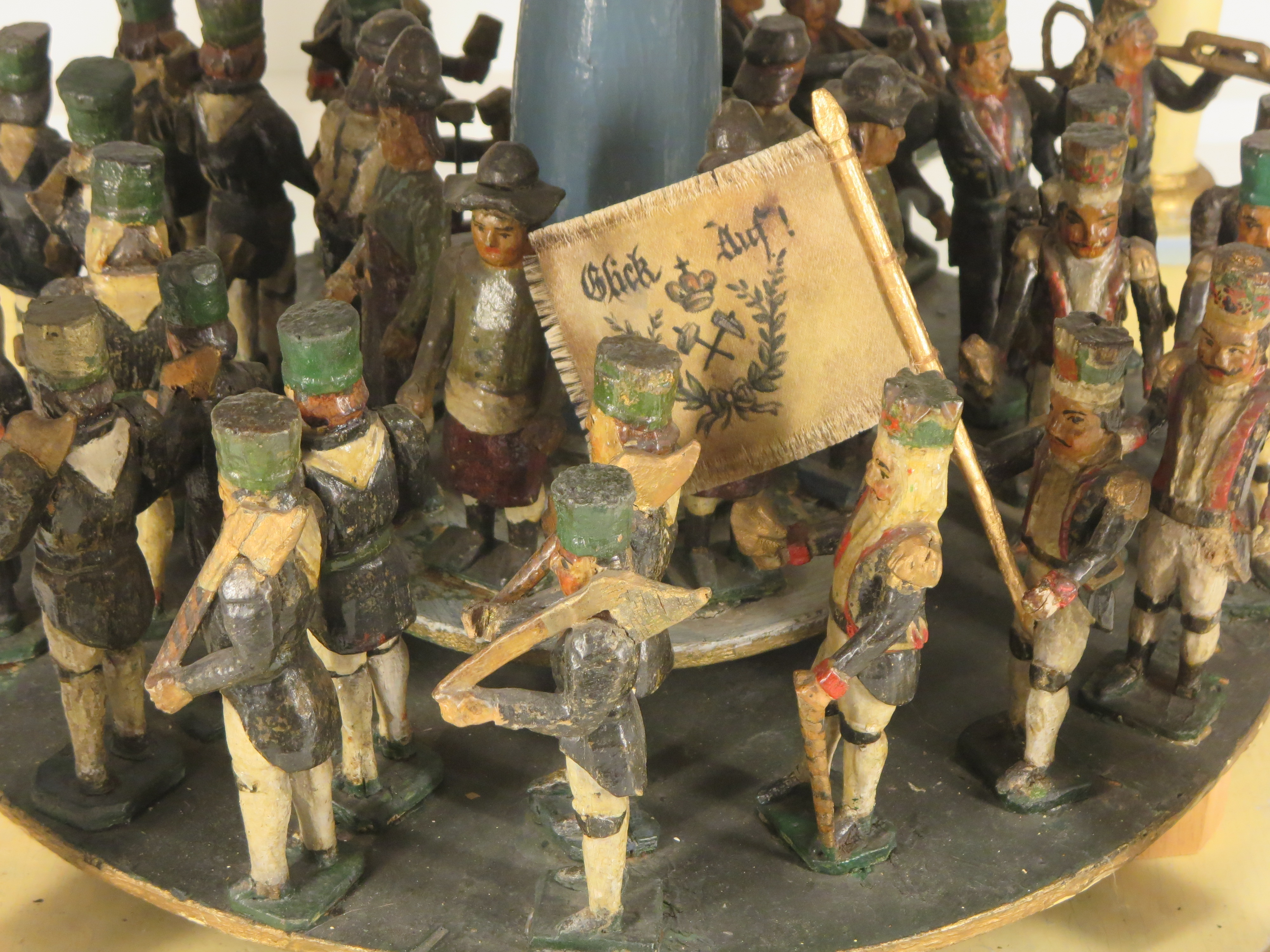
Geschnitzte Figuren in einer Bergparade
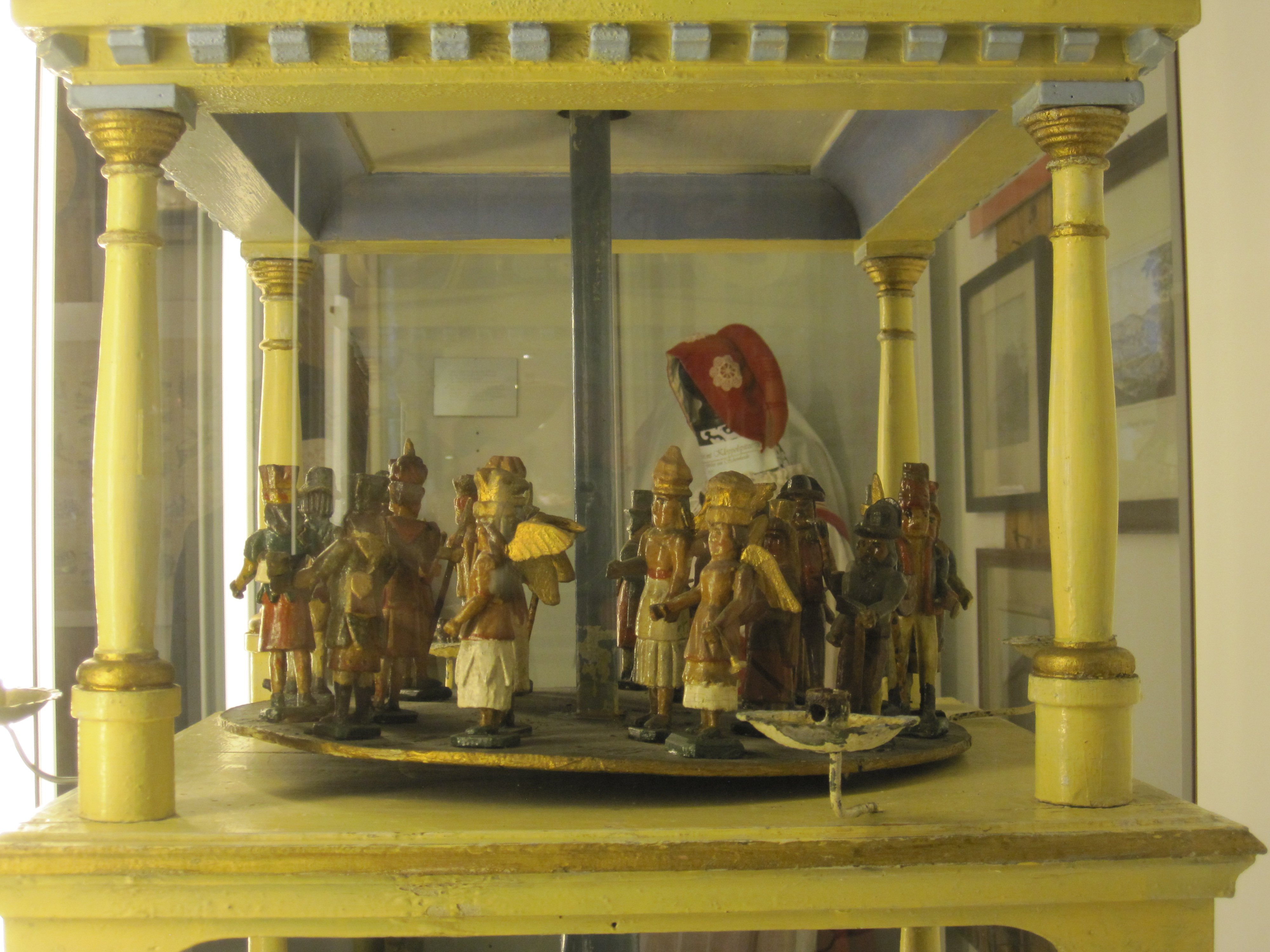
Mittlere Etage: Maria und Josef fliehen nach Ägypten
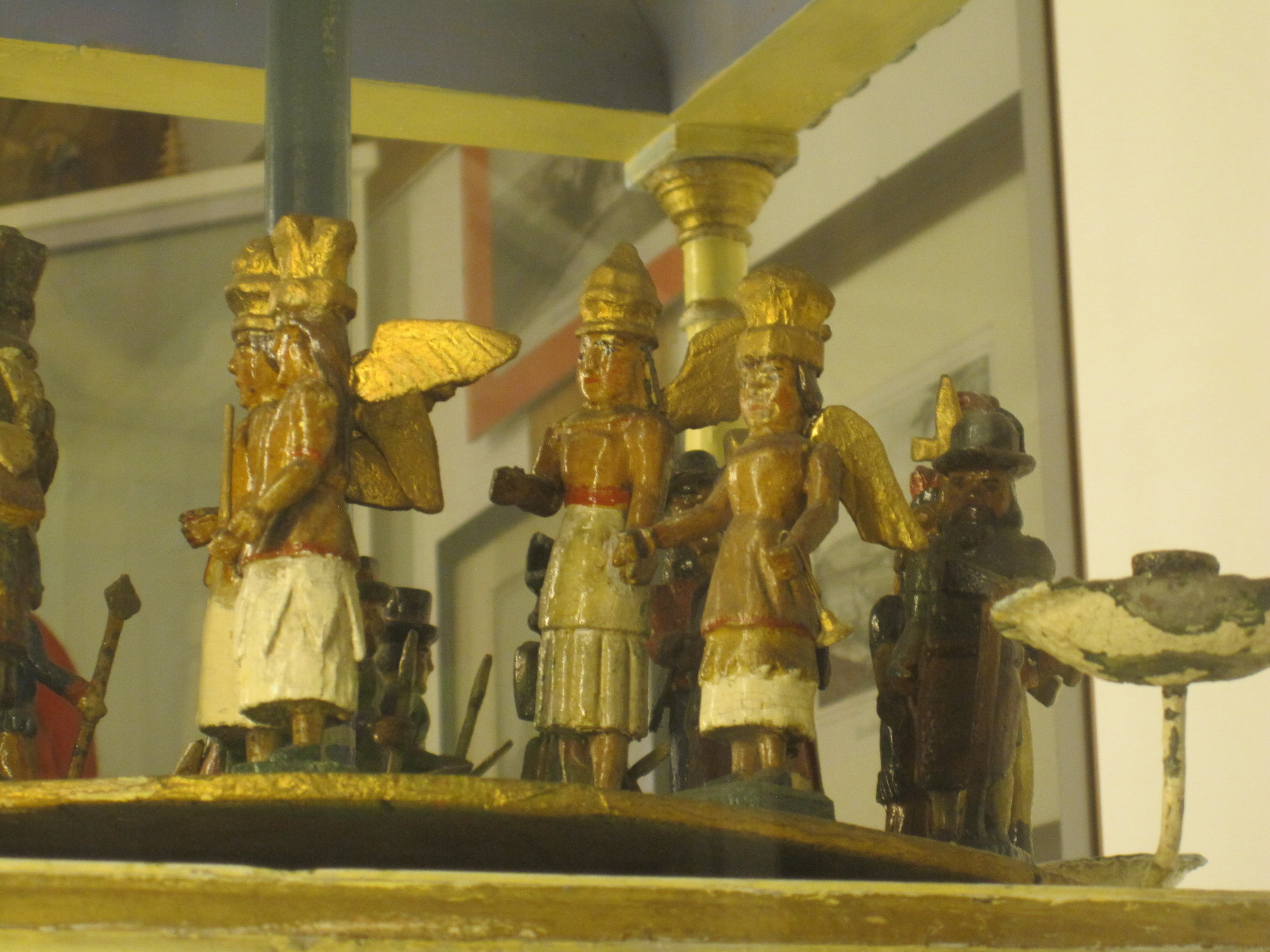
Engel mit goldenen Kronen

## Außengelände

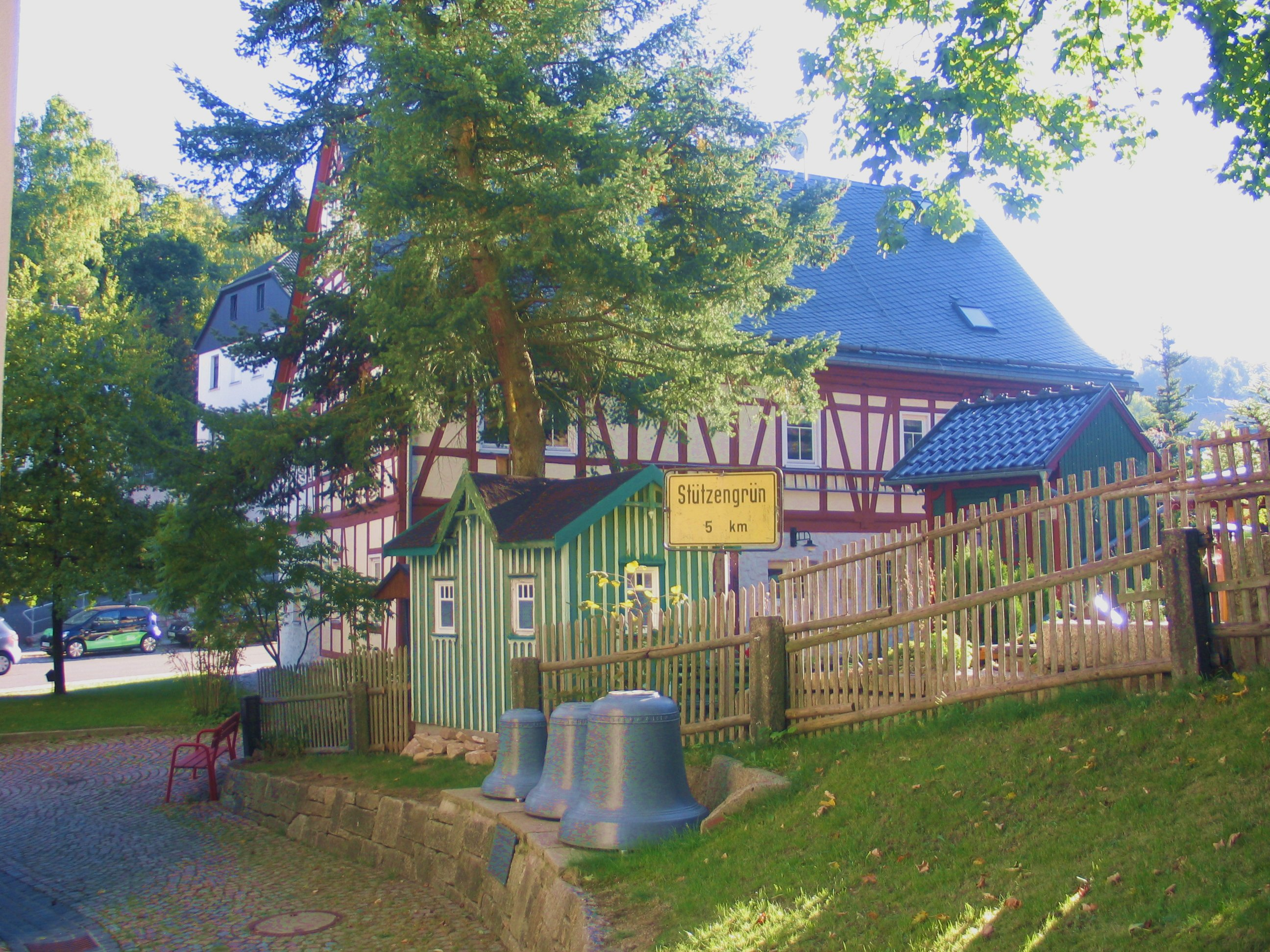
Der Museumsgarten an der Kirche

Im Garten des Museums wurden ein Gartenhaus aus dem Jahr 1926 und ein Vorhäuschen von 1890, das vor dem Eingang eines Wohnhauses stand, und andere für den Außenbereich geeignete Objekte aufgestellt wie große Ziersteine, die früher an der Schule angebracht waren. Die Häuschen werden bei Veranstaltungen des Museums genutzt. Neben dem Museumsgarten stehen auf dem Gelände der Martin-Luther-Kirche drei im Jahr 1922 in Schönheides Gießerei Ungers Söhne gegossene Stahlglocken. Sie waren Ersatz für im Ersten Weltkrieg zu Kanonen eingeschmolzene Glocken. Im Jahr 2012 mussten die Stahlglocken wegen irreparabler Schäden durch zwei neu gegossene Bronzeglocken ersetzt werden. An der Straßenseite des Museums sind zwei gusseiserne Gedenkplatten angebracht, die nach dem Ersten Weltkrieg entstanden und an die Toten dieses Krieges erinnern, die Sportler in Schönheide und Schönheiderhammer waren. Ihre ursprünglichen Standorte, so die frühere Turnhalle an der Oberen Straße, wurden abgebrochen. Vor dem Museum wurde ein Vogelbeerbaum (Sorbus aucuparia) gepflanzt.

## Sonderschauen
Regelmäßig gestaltet das Museum Sonderausstellungen zu wechselnden Themen. Die jährliche Weihnachtsschau verwandelt die Räume des Museums mit ihren Exponaten insbesondere aus der Produktion erzgebirgischer Handwerkskunst und Volkskunst. Diese Weihnachtsschauen widmen sich jeweils einzelnen Themen oder Techniken. 2017/18 lockte die Ausstellung „Die Eisenbahn – Ein Kinderspiel“ 1500 Besucher an.  2015 war das Thema „Flachschnitzereien aus Grünhainichen - Figuren der Firma Emil Helbig“, 2014 hieß das Thema „Puppenstube, Kaufmannsladen, Pferdestall - Spielzeug im Gehäuse“, 2013 „Dr Himmel is e Lichterbugn“ (Der Himmel ist ein Lichterbogen) und 2012 „Bunt bedruckt. Krippen, Karten, Kalender, Sterne - Weihnachtliches aus Pappe und Papier“.
2018 gibt es die Sonderschau „Bodenschätze - Sächsische Bergreichtümer in Archivalien des Bergarchivs Freiberg“. Im Jahr 2016 war anlässlich des 450-jährigen Bestehens des Hammerwerks in Schönheiderhammer eine Sonderausstellung mit dem Titel „Ununterbrochen: 450 Jahre Eisenwerk Schönheiderhammer“ vom 30. April bis 16. Oktober zu sehen. Andere Sonderausstellungen der letzten Jahre waren „Wenn einer eine Reise tut...“ (2015), „Mit Faden und Papier – Kunst mit Faden und Papier“ (2014), „Musik am Henkel - Kofferradios, Taschenradios, Radiorecorder aus der DDR“ (2014) und „Strom für Schönheide“ (2013). 2007 gab es aus Anlass der Gründung der Schönheider Sparkasse im Jahr 1882 eine Sonderausstellung mit dem Titel „Spare, lerne, leiste was!“.

Weihnachtsausstellungen
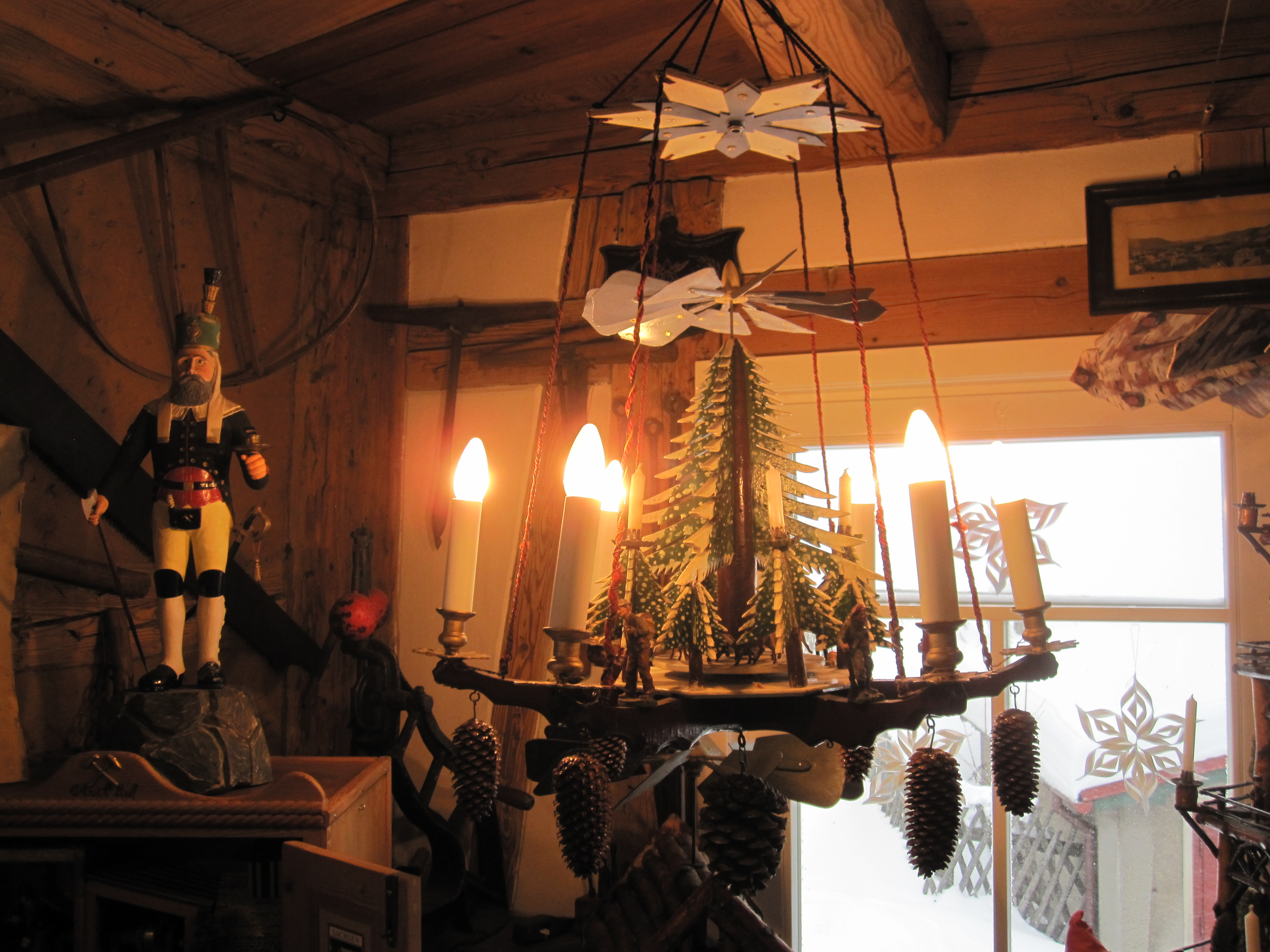
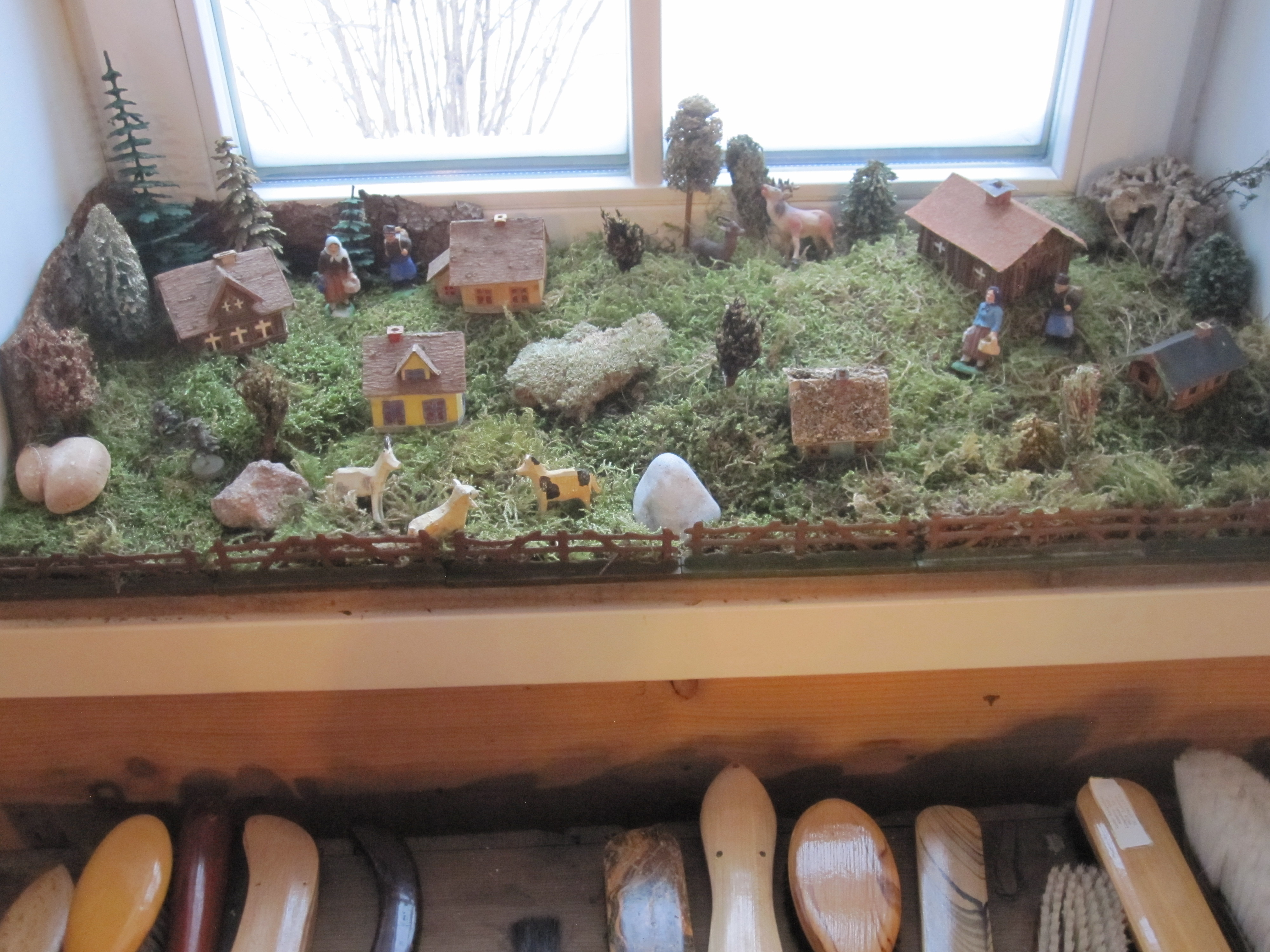
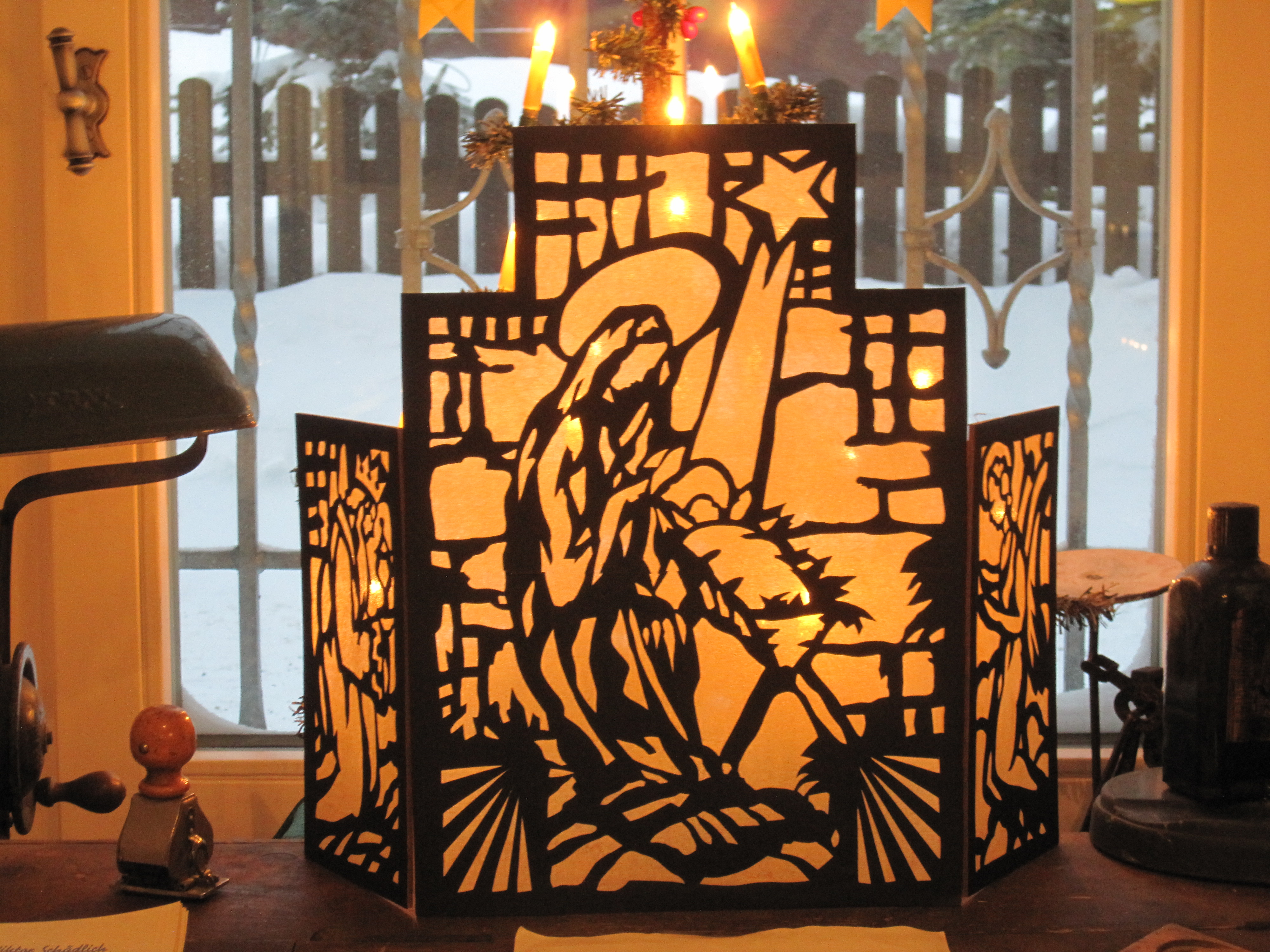
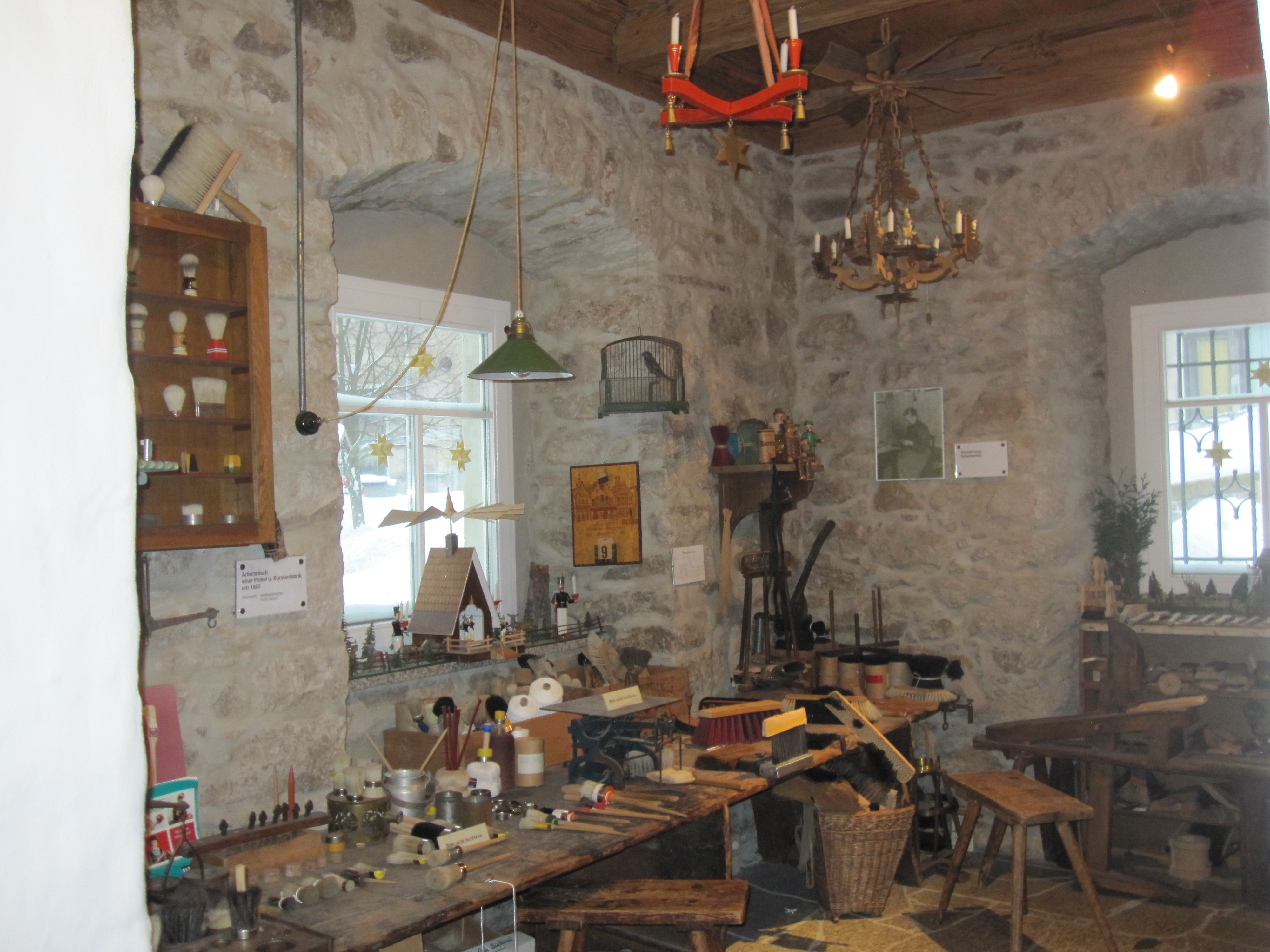
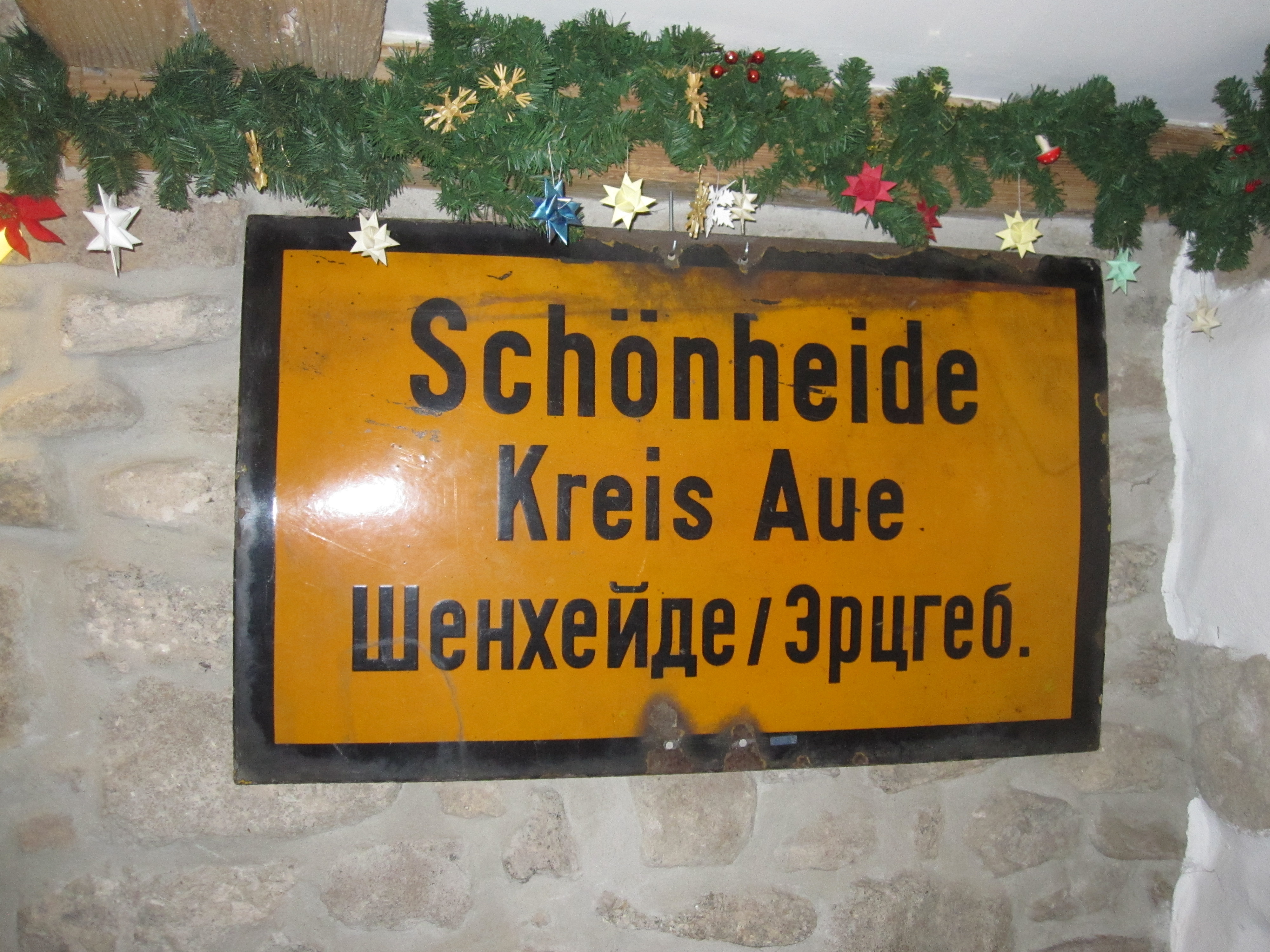

## Veranstaltungen

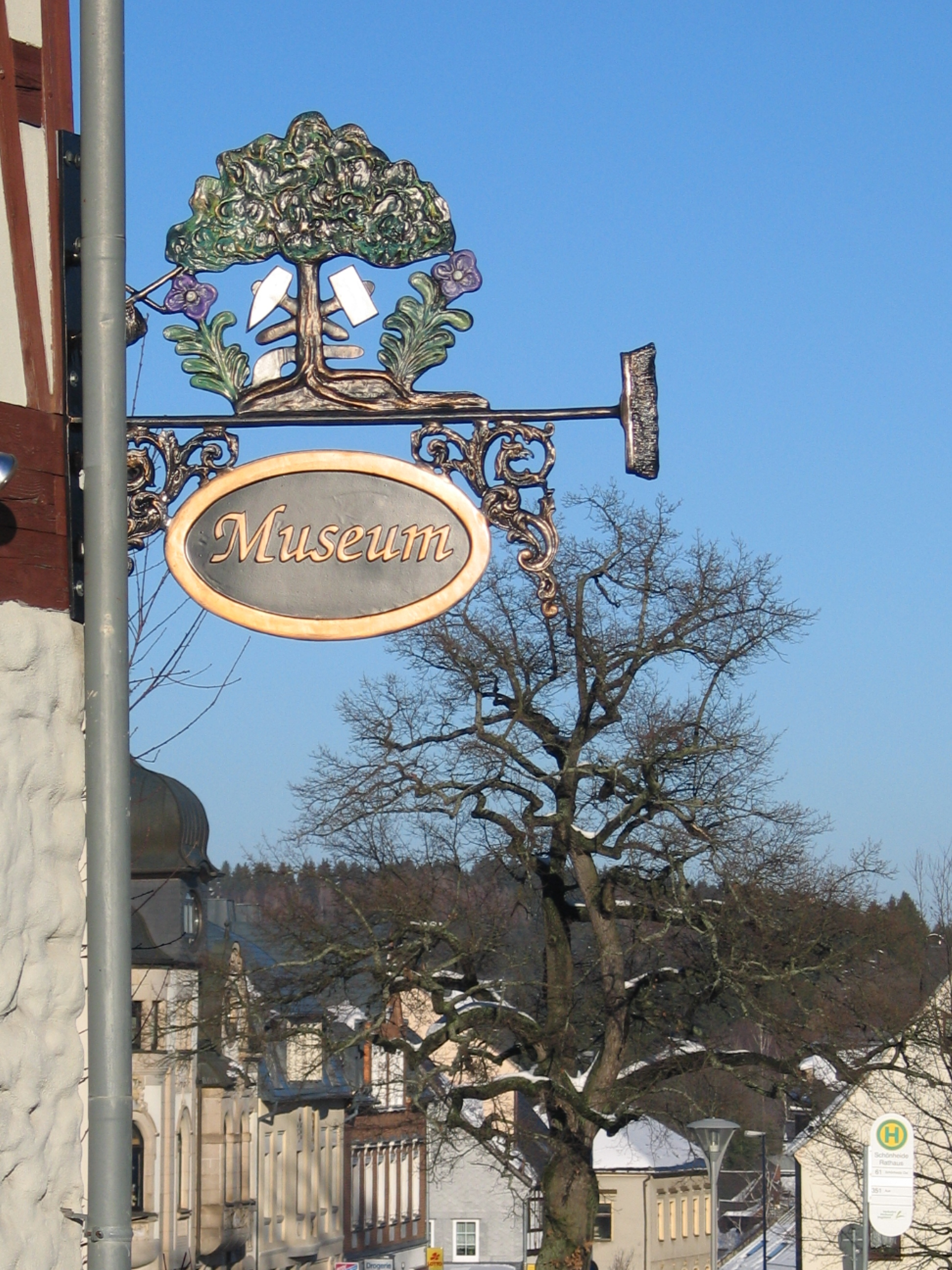
Museumsschild am Marktplatz

Jährlich gibt es am zweiten Juni-Wochenende im und am Museum Handwerkertage unter dem Motto „Historisches Handwerk erleben“, bei denen Bürsten- und Pinselmacher sowie Bau- und Kunsthandwerker wie Handschuhmacher, Zinngießer, Vergolder, Sattler, Steinmetze, Bleiglaser, Bäumchenmacher ihre Arbeit vorführen. Viele ihrer Produkte kann man kaufen. Am letzten Wochenende des Februar werden unter dem Titel „Da bewegt sich was“ Heißluftmotoren, Dampfmaschinen und Vakuummotoren in Funktion vorgeführt. Häufig sind die Modelle von Enthusiasten selbst konstruiert und gebaut. Bei dem jährlichen „Oldtimertreff“ reisen Besitzer von Oldtimer-Motorrädern, -PKWs, -Lastwagen, -Traktoren und anderen -Fahrzeugen an. Auf einer Rundfahrt präsentieren sie ihre Oldtimer. Auch während der Sonderausstellungen gibt es Vorführungen wie Schauschnitzen.  Das Museum hat die von zahlreichen Museen veranstaltete Museumsnacht für sich übernommen. Sie wurde für den 16. Januar 2016 als „traditionelle Museumsnacht“ angekündigt.

## Geschichtsverein
Träger des Museums ist der Schönheider Geschichtsverein e. V., der mit Hilfe von Zuschüssen der Gemeinde Schönheide und Spenden, aber insbesondere durch die Mitarbeit der Vereinsmitglieder bei der Pflege der Sammlungen, Auf- und Abbau der Ausstellungen, fachkundigen Führungen und Vorführungen, Aufsicht während der Öffnungszeiten und Mitwirken bei Veranstaltungen das Museum betreibt. Leiter des Museums ist Andreas Schubert, Schönheide.